# Hedwig Kohn
Hedwig Kohn (5 de abril de 1887 - 26 de noviembre de 1964) fue una pionera en física alemana y una de las tres únicas mujeres (junto a Lise Meitner y Hertha Sponer) en obtener una habilitación (la calificación para la enseñanza universitaria en Alemania) en Física antes de la Segunda Guerra Mundial. Todas ellas fueron obligadas a salir de Alemania durante el nazismo. Kohn continuó su carrera académica en Estados Unidos, lugar donde se instaló durante el resto de su vida.

## Primeros años
Kohn nació en Breslavia, Polonia (ahora Breslavia, Polonia), hija de Georg Kohn (1850–1932), comerciante al por mayor de paños finos, y Helene Hancke (1859–1926), integrante de una familia bien acomodada. Ambos padres eran judíos alemanes. 
Hedwig entró en la Universidad de Breslavia en 1907, un año antes de que las mujeres pudieran matricularse, siendo la segunda mujer en el departamento de Física. Obtuvo su doctorado en Física bajo tutela de Otto Lummer en 1913, y pronto se convirtió en asistente de Lummer. Se mantuvo en el Instituto de Física de la universidad durante la Primera Guerra Mundial, enseñando y asesorando a estudiantes de posgrado a pesar de su juventud. Kohn recibió una medalla por este servicio al finalizar la guerra. Obtuvo su habilitación para la enseñanza universitaria en 1930.

## Escape de Alemania
Kohn fue destituida  de su posición en 1933, a causa de regulaciones de los nazis que prohibían a los judíos trabajar en los servicios del Gobierno (Ley para la Restauración de la Función Pública). En 1935, gracias a financiación estadounidense, se le permitió una estadía de tres meses en el Observatorio de Licht-Klimatisches Observatory en Arosa, Suiza, para medir la intensidad de los rayos ultravioleta en el sol. Sin embargo, de esta visita no se desarrolló ningún trabajo permanente. Sobrevivió completando contratos para investigaciones aplicadas en la industria de iluminación hasta 1938, cuando se encontró sin trabajo ni recursos financieros y estuvo muy cerca de ser una víctima del Holocausto. Su único hermano fue deportado a Kovno y asesinado. 
A pesar de ser una física buena y respetada, no era famosa internacionalmente. Los obstáculos que sufrió para obtener un trabajo fuera de Alemania fueron intensificados por la falta de puestos universitarios en países occidentales durante la Gran Depresión, su identidad alemana, su edad y el hecho de ser mujer. En algunos casos, el antisemitismo podría haber sido un factor tácito. 
Finalmente, le ofrecieron posiciones temporales de trabajo en tres universidades para mujeres en Estados Unidos, con el apoyo de Rudolf Ladenburg (1882–1952), Lise Meitner, Hertha Sponer, la Asociación Americana de Mujeres Universitarias (American Association of University Women, AAUW), y muchas otras. Obtuvo una visa y dejó Alemania en julio de 1940.
Hedwig Kohn obtuvo una visa británica en 1939, pero esta le fue cancelada a causa de la guerra. Consiguió una visa para ir a Suecia en 1940 e inmediatamente se instaló allí. Luego de esto, obtuvo una visa para ir a Estados Unidos.

## Vida en Estados Unidos
Viajó para obtener su primer cargo académico, en el Women's College de la University of North Carolina en Greensboro, que llevó a Kohn a través de Berlín, Estocolmo, Leningrado, Moscú, Vladivostok, Yokohama, San Francisco y Chicago.  
Kohn llegó a los Estados Unidos en enero de 1941, estando gravemente enferma. Tras recuperarse, Kohn enseñó en el Women's College de la University of North Carolina por un año y medio. 
En 1942, comenzó a enseñar en el Wellesley College en Massachusetts. Empezó como conferencista, en 1945 se convertiría en profesora asociada y finalmente obtuvo la cátedra completa en 1948. Kohn estableció un laboratorio de investigación para la espectroscopía de llama durante su tiempo allí.
Fue miembro de varias asociaciones profesionales en los Estados Unidos, incluida la Sociedad Estadounidense de Física, la Asociación Estadounidense de Profesores de Física y Sigma Xi: Sociedad de Honor de Investigación Científica.
Se retiró en 1952 como profesora. Tras su retiro, Hertha Sponer, en ese entonces profesora de física en la Duke University en Durham, Carolina del Norte, le ofreció una posición como investigadora asociada. Kohn montó un laboratorio en Duke y reanudó su investigación, guiando a dos estudiantes de posgrado en su doctorado y reclutando a dos colegas de posdoctorado para que la asistieran en su trabajo de espectroscopía. Trabajó allí hasta poco tiempo antes de su muerte, en 1964.

## Contribuciones a la ciencia
Kohn fue entrenada por Lummer en la determinación cuantitativa de la intensidad de la luz a partir de fuentes de  luz, tales como un "cuerpo negro", y también de las líneas de emisión de átomos y moléculas. Ella, además, perfeccionó estos métodos e ideó formas de extraer información a partir de las mediciones de intensidad y de las formas de las líneas de emisión. Escribió  270 páginas en The Leading Physics Text de 1930 y de 1940 en Alemania, recibió una patente y escribió numerosos artículos en diarios de divulgación científica, algunos de los cuales seguían siendo citados en la década de los 80.[cita requerida] 
Kohn también publicó un libro de texto que fue utilizado para introducir a estudiantes a la radiometría hasta bien entrada la década de los 60. Dos de sus estudiantes se convirtieron en profesores en Alemania.
Un Google Doodle el 5 de abril de 2019 conmemoró que habían pasado 132 años de su nacimiento.

## Trabajos publicados
- Müller-Pouillets Lehrbuch der Physik. (II. Auflage), unter Mitwirkung zahlreicher Gelehrter herausgegeben von A. Eucken, O. Lummer (+), E. Wätzmann. En cinco volúmenes: I. Mechanik und Akustik; II. Lehre von der strahlenden Energie (Optik); III. Wärmelehre; IV. Elektizität und Magnetismus; V. Physik der Erde und des Kosmos (einschl. Relativitätstheorie). Braunschweig: 1925–1929. Band II, Zweite Hälfte, Erster Teil (Volume II, 2. half, 1. part), volume editor Karl W. Meissner: 1929.

- Kohn, Hedwig (1929). «Photometrie». Band II (en alemán) (22): 1104-1320.
- Kohn, Hedwig (1929). «Temperaturbestimmung auf Grund von Strahlungsmessungen». Band II (en alemán) (25): 1428-1469.
- Kohn, Hedwig (1929). «Ziele und Grenzen der Lichttechnik». Band II (26): 1470-1482.
- Kohn, Hedwig (1932).  Phys. Zeitschrift, ed. Umkehrmessungen an Spektrallinien zur Bestimmung der Gesamtabsorption und der Besetzungszahlen angeregter Atomzustände (en 957–963) 33. pp. 957-963.

## Lecturas recomendadas
- Winnewisser, Brenda P. Hedwig Kohn – eine Physikerin des zwanzigsten Jahrhunderts. Physik Journal. (2003): November, 51–57.
- Winnewisser, Brenda P. The Emigration of Hedwig Kohn, Physicist, 1940. Mitteilungen der Österreichischen Gesellschaft für Wissenschaftsgeschichte. (1998): 41–58.
- Winnewisser, Brenda P. Hedwig Kohn, in Jewish Women. A Comprehensive Historical Encyclopedia. Shalvi Publishing Ltd. Jerusalem 2007.
- Hedwig Kohn Photo Collection, part of the American Institute of Physics Niels Bohr Library & Archives, Emilio Segrè Visual Archives.